# Fógartach
Fógartach mac Neill († 724) roi de Brega du Sud (est du royaume de Mide) et Ard ri Érenn de 722 à 724. Il est une identification possible du « Glúnshalach» du Baile Chuinn Chétchathaig

## Origine
Fogartach mac Néill  est le fils du dynaste  Niall mac Cernaig Sotail († 701), un membre du Síl nÁedo Sláine, une branche de la dynastie des Uí Néill du Sud qui s'adonne à des conflits fratricides réguliers pendant et après l'époque de Fogartach. On ignore sa date de naissance mais il devait être adulte vers 697 car un certain  « Focortoch » apparaît comme signataire  de la « Loi des Innocents » d'Adomnan d'Iona qui est promulguée cette année-là et son père est lui certainement un des autres signataires.

## Biographie
Fogartach apparaît pour la première fois dans les Chroniques d'Irlande en 704, quand allié avec les autres dynastes des Uí Néill du sud dont Bodbchad Midi le frère de Murchad Midi mac Diarmato il tente d'envahir le Leinster : ils sont défaits, les rois de Mide et du Cenél Lóegairi sont tués,.
Certaines listes royales le considèrent cependant comme roi de Tara, le titre formel de l'Ard ri Erenn c'est-à-dire du Haut Roi d'Irlande dès cette époque, soit seul ou en corégence avec Congal mac Fergusa des Uí Neill du Nord, alors que la plupart des listes avancent qu'il n'est devenu roi de Tara qu'après le règne de Fergal (mort en 722). Cette interprétation est liée à une erreur de transcription des annalistes dans l'entrée de l'année 704 des annales d'Ulster -« a fui »(was) au lieu de « fugit » (i.e: « fuit» ) et qu'un compilateur de listes de règne ayant interprété la lecture de cette erreur pour l'expression latine commune « fuit uictor » c'est-à-dire « fut vainqueur » et présumé à partir de cela que Fogartach avait atteint la suzeraineté sur les Uí Néill et par conséquent la royauté de Tara.
Les années suivantes il tente de renforcer la base de son pouvoir peut-être autour de Clonard et prétend en vain au titre de roi des Uí Néill après la mort de Congal Cendmagair du Cenél Conaill en 710.
En 714 il est expulsé de son royaume et exilé en Grande Bretagne. Les  chroniques ne donnent pas le nom du royaume duquel il est expulsé ; il est probable qu'il s'agit de celui des Uí Néill du Sud. Les seules chroniques qui avancent par qui il aurait été forcé de s'exiler sont les tardives et peu dignes de confiance Annales des quatre maîtres, qui désignent Fergal mac Máele Dúin, roi de Tara, comme le responsable de son exil. De son côté l'historienne Edel Bhreathnach estime qu'il s'agit probablement de Murchad Midi mac Diarmato du Clan Cholmáin. Dans cette hypothèse c'est la mort de Murchad Midi mac Diarmato tué par son frère, Conall Grant Ua Cernaich en 715 qui lui permet de recouvrer son royaume l'année suivante .
L'année suivante Fogartach est responsable d'une perturbation lors de la foire de Tailtiu (Teltown). Il s'agissait de la foire royale des rois de Tara, et l'action de Fogartach semble être un défi contre Fergal mac Máele Dúin ; cependant, aucun détail n'est donné sur les objectifs de Fogartach. Son frère Conall Grant qui était devenu le principal dynaste des Uí Néill du Sud est tué en 718 par l’Ard ri Érenn Fergal mac Máele Dúin. Fógartach devient alors un vassal de Fergal.
On ignore s'il a participé à la désastreuse campagne des Uí Neill contre le Leinster au cours de laquelle le l’Ard ri Érenn perd la vie en 722 lors de la bataille d'Allen, au nord de Kildare . Toutefois il s’empare alors du titre d’Ard ri Érenn, mais semble avoir également été battu par les forces du Leinster à Tailtu.
Fógartach est finalement vaincu et tué à la bataille de Cenn Delgthen le 7 (ou 30) octobre 724 par son cousin  Cináed mac Írgalaig un autre prétendant du Síl nÁedo Sláine soutenu par Domnall Midi le fils de Murchad Midi du Clan Cholmáin. Fogartach serait inhumé au Monastère de Clonard dans l'actuel comté de Meath.

## Postérité
D’une épouse inconnue Fógartach laisse six fils et une fille : 
- Flann Foirbthe († 716 ou 748) [13],
- Cernach († 738) [14],
- Fergus († 751)  [15],
- Fínsnechta († 761) [16],
- Cumascach († 797) (?) [17],
- Coirpre (exilé en 769 † 771)  [18].
- Dúnflaith († 774) [19].

## Sources
- (en) Edel Bhreathnach The kingship and landscape of Tara  Editor Four Courts Press for The Discovery Programme Dublin (2005)  (ISBN 1851829547) .
- (en) Francis J.Byrne Irish Kings and High-Kings, Courts Press History Classics Dublin (2001)  (ISBN 1 851 82 1961)
- (en) Philip Irwin « Fogartach mac Néill (d. 724) », Oxford Dictionary of National Biography, Oxford University Press, 2004.
- (en) Gearóid Mac Niocaill, Ireland before Vikings, Dublin, Gill & Macmillan, 1972, 172 p., p. 112,120,122
- (en) Dictionary of Irish Biography article de Ailbhe Mac Shamhrain, Fogartach
- (en) Immo Warntjes, « Regnal succession in early medieval Ireland », Journal of Medieval History (30),‎ 2004, p. 406.

- Annales des quatre maîtres